# Seiji Ōsaka
Seiji Ōsaka (逢坂 誠二, Ōsaka Seiji), né le 24 avril 1959, est une personnalité politique japonaise du Parti démocrate du Japon, membre de la Chambre des représentants à la Diète (législature nationale). Né à Niseko dans la préfecture de Hokkaidō et diplômé de l'université de Hokkaido, il travaille au gouvernement municipal de la ville de Niseko de 1983 à 1994. Il est élu pour le premier de ses trois mandats comme maire de Niseko en 1994 puis à la Chambre des représentants pour la première fois en 2005.

## Source de la traduction
- (en) Cet article est partiellement ou en totalité issu de l’article de Wikipédia en anglais intitulé « Seiji Osaka » (voir la liste des auteurs).